# Estatuto social

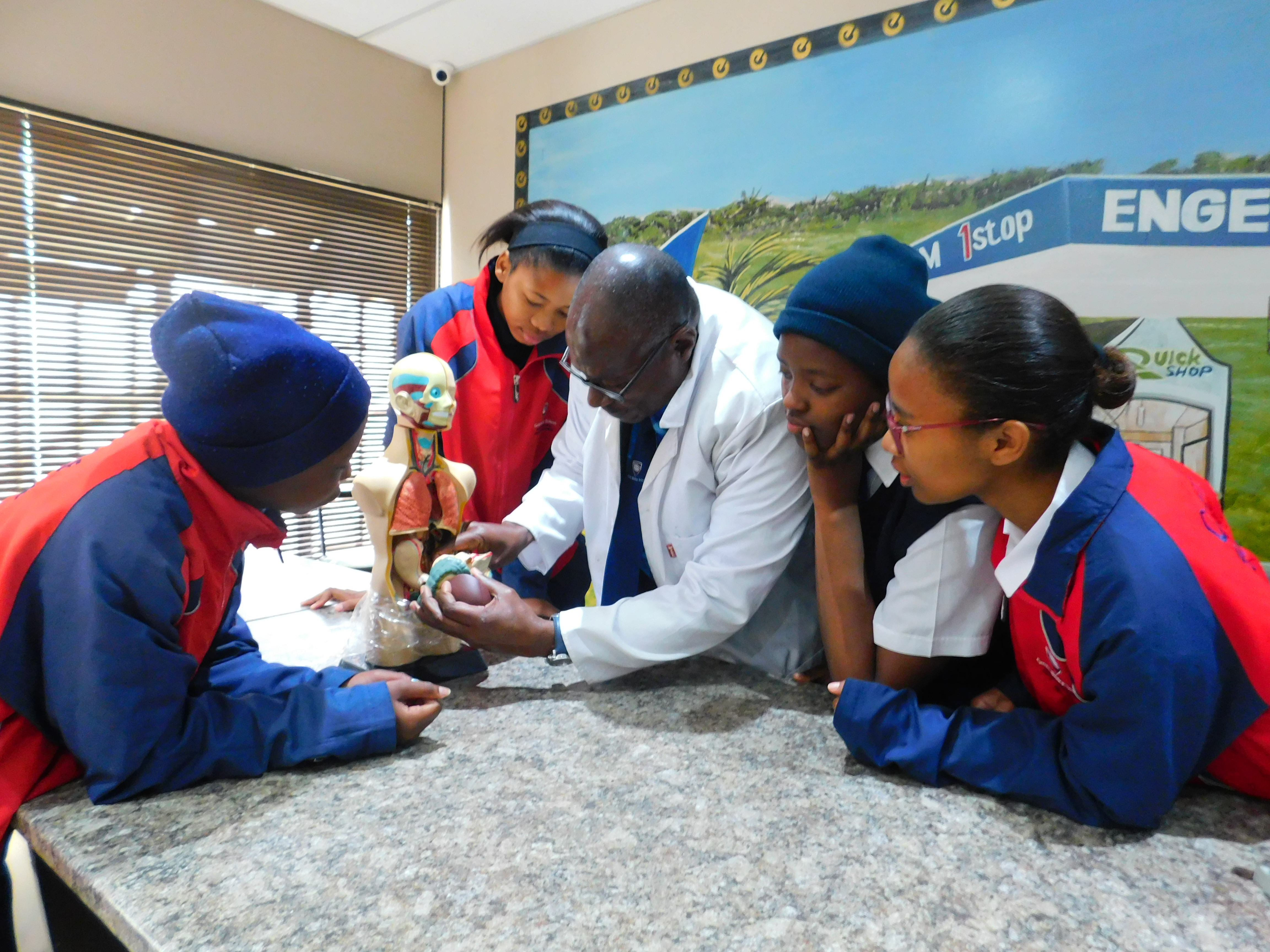
Um profissional médico mostra a seus alunos um modelo de anatomia humana. Pessoas com status social mais alto, como este instrutor, recebem mais atenção, são mais influentes, e suas declarações são avaliadas como mais precisas, em comparação com as outras do grupo.

Estatuto social (também denominado status em Ciências Sociais) é o nível de valor social que uma pessoa é considerada a possuir. Mais especificamente, refere-se ao nível relativo de respeito, honra, competência e influência concedida a pessoas, grupos e organizações em uma sociedade. O status é baseado em crenças amplamente compartilhadas sobre quem os membros de uma sociedade pensam que detém comparativamente mais ou menos valor social, em outras palavras, quem eles acreditam ser melhor em termos de competência ou caráter. O status é determinado pela posse de várias características que se acredita culturalmente indicarem superioridade ou inferioridade (por exemplo, maneira confiante de falar ou raça). Como tal, as pessoas usam hierarquias de status para alocar recursos, posições de liderança e outras formas de poder. Ao fazê-lo, essas crenças culturais compartilhadas fazem com que as distribuições desiguais de recursos e poder pareçam naturais e justas, contribuindo para os sistemas de estratificação social. As hierarquias de status parecem ser universais em todas as sociedades humanas, proporcionando benefícios valiosos para aqueles que ocupam os escalões mais altos, como melhor saúde, aprovação social, recursos, influência e liberdade.

## Definição
O sociólogo Max Weber delineou três aspectos centrais da estratificação em uma sociedade: classe, status e poder. Em seu esquema, que continua influente até hoje, as pessoas possuem status no sentido de honra porque pertencem a grupos específicos com estilos de vida e privilégios únicos. Os sociólogos e psicólogos sociais modernos ampliaram essa compreensão de status para se referir de maneira mais geral ao nível relativo de respeitabilidade e honra de uma pessoa.
Alguns escritores também se referiram a um papel ou categoria socialmente valorizada que uma pessoa ocupa como um "status" (por exemplo, gênero, classe social, etnia, ter uma condenação criminal, ter uma doença mental etc.). Como analistas de conexões sociais, Stanley Wasserman e Katherine Faust Stanley indicaram que "há um desacordo considerável entre os cientistas sociais sobre as definições dos conceitos relacionados a posição social, status social, e o seu papel social". Eles observam que, embora muitos estudiosos realizam a distinção desses termos, eles podem defini-los de uma maneira que colide com as definições de outro estudioso".

## Determinação
As hierarquias de status dependem principalmente da posse e uso de símbolos de status. Essas são pistas ou características que as pessoas em uma sociedade concordam que indicam quanto status uma pessoa possui e como ela deve ser tratada. Tais símbolos podem incluir a posse de atributos valiosos, como ser convencionalmente bonito ou ter um diploma de prestígio. Outros símbolos de status incluem riqueza e sua exibição através do consumo conspícuo. O status na interação face a face também pode ser transmitido por meio de certos comportamentos, como a comunicação assertiva, postura e demonstrações de sentimento. Analistas de redes sociais também mostraram que as afiliações que uma pessoa realiza também podem ser uma fonte de status. Vários estudos documentam que ser popular ou demonstrar domínio sobre os colegas aumenta o status de uma pessoa. Análises de empresas privadas também descobriram que as organizações podem ganhar status por terem parceiros ou investidores corporativos respeitados.

## Elementos da Estrutura Social
Os relacionamentos sociais podem ser examinados em função de seis elementos, elementos esses que compõem a estrutura social: status, papeis sociais, grupos, redes sociais, mundos virtuais e instituições sociais. Os sociólogos distinguem o status social entre o status atribuído e o adquirido.
O status é atribuído quando independe da capacidade do indivíduo para sua obtenção, que com frequência, ou conferem privilégios, ou refletem ao nível de subordinado; são esses como a etnia, o gênero, a idade ou quando este nasce. Na maioria dos casos, pouco podemos fazer para mudar um status atribuído. (Por exemplo, os herdeiros de monarquias hereditárias).
O status é adquirido quando depende do esforço pessoal para sua obtenção. Dentro de uma perspectiva liberal, também denominada meritocrática, através de suas habilidades, conhecimentos e capacidade pessoal. Tanto "advogado", "estudante", "pianista" ou "empresário" são status adquirido, assim como também o "presidiário" ou "ladrão".
A partir de outros enfoques, procede-se a uma análise mais detalhada das circunstâncias que podem levar o indivíduo à ascensão social (e aquisição de maior status), e considera-se que não apenas "capacidades e conhecimentos pessoais" são necessários para possibilitar essa elevação, uma vez que as oportunidades de triunfar através dos próprios méritos não são as mesmas para todos, e o triunfo e ascensão de indivíduos menos qualificados, motivados por outros interesses e contatos, é, frequentemente, observado nas sociedades atuais.

## Usos dostatus
Embora o status de uma pessoa nem sempre corresponda ao mérito ou habilidade real, ele permite que os membros de um grupo coordenem suas ações e concordem rapidamente sobre quem entre eles deve ser ouvido. Quando a habilidade real corresponde ao status, as hierarquias de status podem ser especialmente úteis. Eles permitem que surjam líderes que estabelecem precedentes informados e influenciem os membros do grupo menos informados, permitindo que os grupos usem as informações compartilhadas de seu grupo para tomar decisões mais corretas. Isso pode ser especialmente útil em situações novas em que os membros do grupo devem determinar quem está mais bem equipado para concluir uma tarefa.

## Em diferentes sociedades
Nas sociedades pré-modernas, a diferenciação do status é extremamente variada. Em alguns casos, ela pode ser bem rígida, tais como no sistema de castas da Índia. Em outros casos, o status tem uma importância relativamente pequena ou pode sequer existir, como ocorre em algumas sociedades de caçadores-coletores tais como os Khoisan, algumas tribos de nativos australianos e outras sociedades não estratificadas. Nestes casos, o status está limitado a relacionamentos pessoais específicos. Por exemplo, de um homem !Kung se espera que leve muito a sério a própria sogra (a mãe de sua esposa); mas a sogra não tem status sobre ninguém, exceto sobre o genro – e somente em certos contextos.
Nas sociedades modernas, a ocupação é geralmente considerada como a principal dimensão do status, mas, mesmo nas sociedades da atualidade, outras filiações (tais como grupo étnico, religião, gênero, trabalho voluntário, fã-clubes, passatempos, etc.), podem ter sua influência. Um médico, por exemplo, possui um status social mais alto do que um operário de fábrica, mas, em algumas sociedades, um médico caucasiano católico possui um status mais elevado do que o de um médico afrodescendente praticante de alguma religião minoritária.

## Status social em animais
Hierarquias de status social foram documentadas em uma ampla gama de animais: macacos, babuínos, lobos, vacas/touros, galinhas, até peixes, e formigas. A seleção natural produz comportamento de busca de status porque os animais tendem a ter mais descendentes sobreviventes quando aumentam seu status em seu grupo social. Tais comportamentos variam muito porque são adaptações a uma ampla gama de nichos ambientais. Alguns comportamentos de dominância social tendem a aumentar a oportunidade reprodutiva, enquanto outros tendem a aumentar as taxas de sobrevivência da prole de um indivíduo. Os neuroquímicos, particularmente a serotonina, estimulam comportamentos de dominação social sem a necessidade de um organismo ter conceituações abstratas de status como um meio para um fim. A hierarquia de dominância social emerge de comportamentos individuais de busca de sobrevivência.

## Inconsistência destatus
A inconsistência de status é uma situação em que as posições sociais de um indivíduo têm influências positivas e negativas em seu status social. Por exemplo, um professor pode ter uma imagem social positiva (respeito, prestígio) que aumenta seu status, mas pode ganhar pouco dinheiro, o que simultaneamente diminui seu status. Em encontros interpessoais focados em tarefas, as pessoas inconscientemente combinam essas informações para desenvolver impressões de sua posição relativa e de outras pessoas. Ao mesmo tempo, os pesquisadores pensaram que a inconsistência de status seria uma fonte de estresse, embora as evidências para essa hipótese tenham se mostrado inconsistentes, deixando alguns concluir que expectativas conflitantes por meio da ocupação de papéis incompatíveis podem ser o verdadeiro estressor.

## As três dimensões da estratificação de Max Weber
O sociólogo alemão Max Weber argumentou que a estratificação é baseada em três fatores: propriedade, status e poder, sendo o Status uma ideia chave na estratificação social. Ele afirmou que essa estratificação é resultado da interação de riqueza (classe), status de prestígio e poder.
- Propriedade refere-se às posses materiais de alguém. Se alguém tem o controle da propriedade, essa pessoa tem poder sobre os outros e pode usar a propriedade para seu próprio benefício.
- Status refere-se ao nível relativo de respeitabilidade e honra social de uma pessoa. O interesse de Weber era particularmente em grupos de status, que têm disposições e privilégios culturais distintos, e cujos membros geralmente socializam uns com os outros.
- Poder é a capacidade de fazer o que deseja, independentemente da vontade dos outros. (Dominação, um conceito intimamente relacionado, é o poder de fazer com que o comportamento dos outros esteja de acordo com seus comandos).

Alguns sociólogos empíricos contemporâneos fundiram as duas ideias num "status socioeconômico".